# Dreieck Waltersdorf
Dreieck Waltersdorf is een knooppunt in Duitse deelstaat Brandenburg.
Bij dit onvolledig knooppunt, ten noorden van de wijk Waltersdorf in Schönefeld sluit de A117 vanuit Berlin-Alt-Treptow aan op de A113 Dreieck Neukölln-Schönefelder Kreuz.

## Naamgeving
Het knooppunt is vernoemd naar het dorp Waltersdorf dat direct ten oosten van het knooppunt ligt.

## Configuratie
Het knooppunt is vormgegeven als een incompleet trompetknooppunt. De A113 vormt de doorgaande verbinding met 2x3 rijstroken van Berlijn naar Dresden. De A117 takt hier af en eindigt in de wijk Berlin-Alt-Treptow. Het is niet mogelijk om vanaf Berlijn naar Dreieck Treptow te reizen; alle andere verbindingen zijn wel mogelijk. Het knooppunt ligt circa 40 meter boven zeeniveau aan de rand van Berlijn, vlak bij de Luchthaven Berlin-Schönefeld.

## Geschiedenis
In 1963 is de A113 opengesteld tussen Treptow en het Schönefelder Kreuz. Pas in 2008 is de A113 verlegd en doorgetrokken naar de A100 de stadsautowegring van Berlijn zodat de stad Berlijn een derde snelweg naar de A10 kreeg. Hierna is de oude A113 omgenummerd naar A117.

## Verkeersintensiteiten
In 2010 reden dagelijks 71.500 voertuigen over de A113 ten noorden en 65.100 voertuigen ten zuiden van het knooppunt. De A117 verwerkte 23.100 voertuigen per etmaal.

## Richtingen knooppunt
| Aansluitende wegen | Aansluitende wegen | Aansluitende wegen                                               | Aansluitende wegen | Aansluitende wegen                                             |
| ------------------ | ------------------ | ---------------------------------------------------------------- | ------------------ | -------------------------------------------------------------- |
|                    |                    | richting Luchthaven Schönefeld Berlijn-Neukölln / -Zentrum (Zoo) |                    | richting Waltersdorf Berlijn-Treptow -Zentrum (Alexanderplatz) |
|                    |                    |                                                                  |                    |                                                                |
|                    |                    |                                                                  |                    |                                                                |
|                    |                    |                                                                  |                    |                                                                |
|                    |                    | richting Schönefelder Kreuz Frankfurt (Oder) / Dresden           |                    |                                                                |